# ديف هيل (كاتب)
ديف هيل (بالإنجليزية: Dave Hill)‏ هو كاتب سيناريو أمريكي، ولد في 15 مايو 1984.

## وصلات خارجية
- ديف هيل على موقع IMDb (الإنجليزية)
- ديف هيل على موقع قاعدة بيانات الفيلم (الإنجليزية)